# Põdruse
Põdruse är en ort i Estland. Den ligger i Haljala kommun och landskapet Lääne-Virumaa, i den centrala delen av landet, 90 km öster om huvudstaden Tallinn. Põdruse ligger 71 meter över havet och antalet invånare är 151.
Terrängen runt Põdruse är platt. Runt Põdruse är det glesbefolkat, med 17 invånare per kvadratkilometer. Närmaste större samhälle är Rakvere, 7,6 km söder om Põdruse. Omgivningarna runt Põdruse är en mosaik av jordbruksmark och naturlig växtlighet.